# Mouriri crassifolia
Mouriri crassifolia är en tvåhjärtbladig växtart som beskrevs av Paul Antoine Sagot. Mouriri crassifolia ingår i släktet Mouriri och familjen Melastomataceae.
Artens utbredningsområde är Franska Guyana. Inga underarter finns listade i Catalogue of Life.